# San Juan County (Colorado)
San Juan County is een county in de Amerikaanse staat Colorado.
De county heeft een landoppervlakte van 1.003 km² en telt 558 inwoners (volkstelling 2000). De hoofdplaats is Silverton.

## Bevolkingsontwikkeling

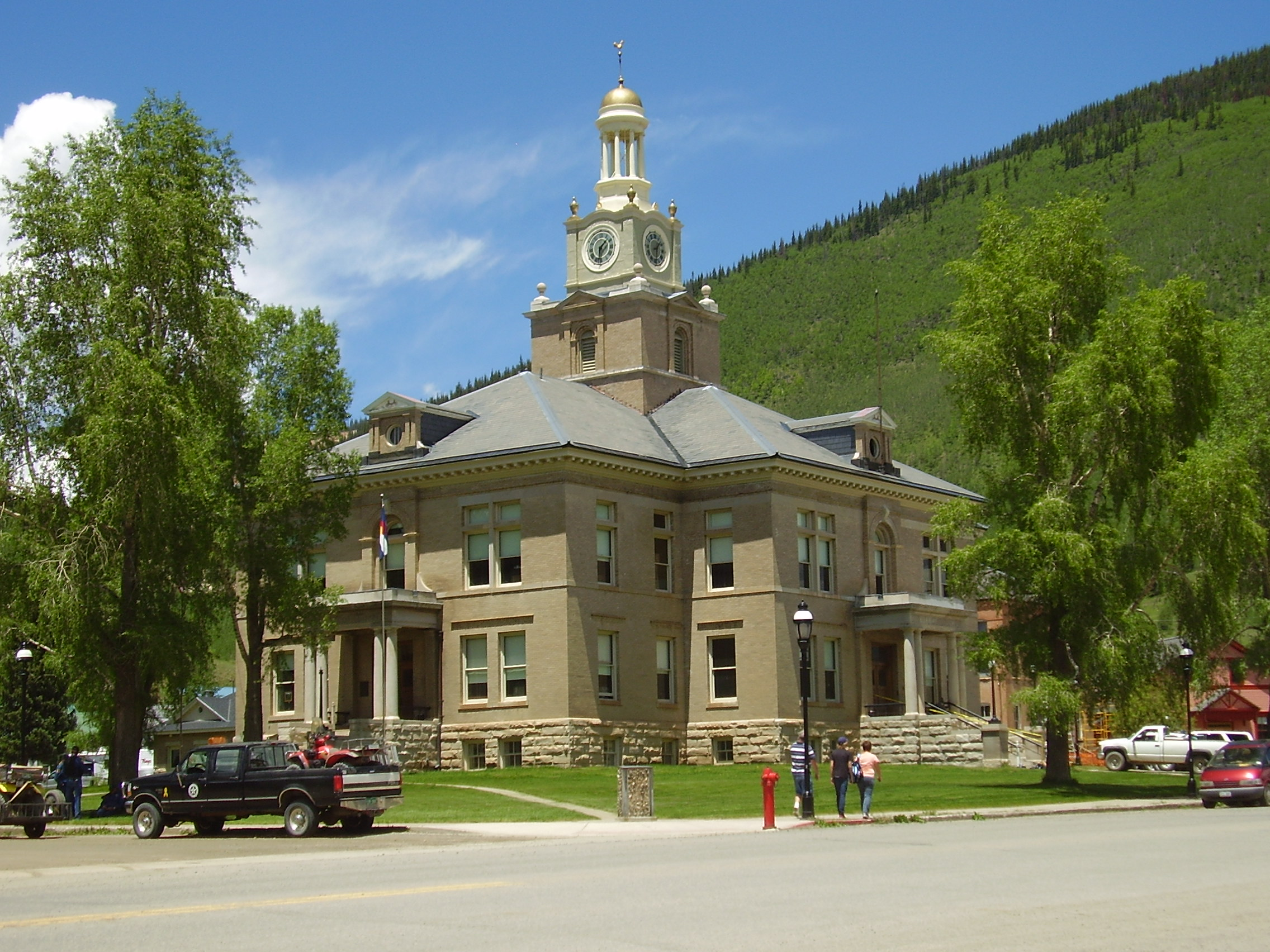
San Juan County Courthouse